# Jopića-barlang
A Jopića-barlang (vagy Jopićeva-barlang) egy cseppkőbarlang Horvátországban, a Kordun területén.  

## Leírása
A barlang Károlyvárostól 25 km-re délre a Krnjakhoz tartozó Brebornica falu közelében fekszik, nem messze a Károlyváros-Szluin úttól. Több szintből áll, amelyet a triász kori dolomitok és a kréta kori mészkövek eróziója alakított ki. Bővelkedik barlangi díszekben (sztalagmitok, cseppkövek). 
A barlangot 1968-ban fedezték fel. Az első felfedezők károlyvárosi barlangkutatók voltak, de a zágrábi Velebit Barlangkutató Klub tagjai tárták fel és térképezték fel teljesen. Összes barlangjáratának hossza 6564 méter, ezzel ez Horvátország leghosszabb barlangja. (Korábban a leghosszabb a Veternica-barlang volt 5994 méterrel.) Ez a sekély karszt területe, amely hozzájárul a hosszú barlangi objektumok kialakulásához. A barlanggá formálódás egyéb feltételei is teljesülnek, mint például az érintkezésbe kerülő, ellenálló és kevéssé ellenálló üledékek, valamint a tektonikus kőzetek. A vízálló alap itt triász kori dolomit. Ezt kréta kori mészkő meglehetősen vékony rétege borítja, amely a barlang járataiban mindenhol megtalálható. A dolomit alap sokfelé kilátszik a felületi erózió miatt és alapját képezi a kisebb és nagyobb vízfolyásoknak, melyek közül a legerősebb a Durlić-patak. A patak Zagorje falu északi részén tűnik el a föld alá, majd újra megjelenik a Jopića legalsó szintjén, és 952 méter hosszan folyik át a barlangon mielőtt eltűnik egy szifonban. Ezután 42 méter megtétele után, Bent-patakként bukkan fel újra. A Durlić-pataktól az egyenes távolság a barlangban való újbóli megjelenéséig 725 méter, a szintkülönbség pedig 22 méter. A barlangban három kisebb, szomszédos patak is megjelenik, de ezek nem képeznek semmilyen felszíni vízfolyást.
Ez a négy vízfolyás a barlangjáratok bonyolult rendszerét hozza létre. Az átjárók hálózata több szintre (egyes pontokon akár négy szintre is) terjed ki. A szintek nem választódnak szét, hanem szorosan összekapcsolódnak. Az egész rendszer északnyugat felől a délkeleti bejárat felé lejt. A teljes rendszer két részre oszlik. A keleti rész észak-déli irányú sűrűn egymáshoz kapcsolódó átjárókból áll. A másik rész átjárói a fő vízáram mentén képződtek egy észak-nyugat-déli irányú kanyart kialakítva. Ide kapcsolódik be a Gvozdenica-barlang ennek a résznek a felső szintjét képezve. Ennek az átjárónak egy részét víz öntötte el, ami egy 265 méter hosszú tavat eredményez. Ez egyben a horvát karsztvidékek eddig ismert leghosszabb földalatti tava. Erre a részre a kalcit alakzatok nélküli, éles falakkal rendelkező szoros járatok jellemzők, melyek eredetüket nézve a barlang legfiatalabb részei. A barlangnak ez a része túlnyomórészt száraz, sok régi keletkezésű sztalagmittal és sztalagtittal. 